# Provincia Presidente Perón
Provincia Presidente Perón fue el nombre oficial de la provincia del Chaco, consignado en su primera constitución provincial de 1951. Tras el golpe de Estado de septiembre de 1955, recuperó el nombre de «Chaco» que tenía antes de la provincialización.

## Historia
Por Ley N.º 14 037 del 8 de agosto de 1951, el Poder Ejecutivo Nacional otorgó al territorio nacional del Chaco el estatus de provincia ordenándole labrar su propia constitución. La constitución de la nueva provincia fue aprobada el 22 de diciembre de 1951 y, a diferencia de las otras provincias ya existentes, fue escrita sobre la base de la ideología peronista. Por ello, se estableció el nombre oficial de «Provincia Presidente Perón», que regiría durante los siguientes cuatro años.
El cambio de nombre, tanto de esta provincia como de La Pampa que pasó a denominarse Provincia Eva Perón, ya había sido sugerido en la misma ley de provincialización de los territorios, sin embargo se resolvió dejar esta cuestión en manos de los constituyentes. En las elecciones de 1951 a presidente, Juan Domingo Perón obtendría el 81% de los votos en la provincia, cifra similar a la que obtuvo el Partido Justicialista en los congresales. Con tales cifras la nueva Constitución fue aprobada sin mayor trámite, siendo el cambio de denominación una de las cuestiones que más exaltaron los ánimos en los partidos opositores.
En 1955 la dictadura autodenominada «Revolución Libertadora» intervino la provincia y removió el nombre.